# Poecilimon ataturki
Poecilimon ataturki är en insektsart som beskrevs av Ünal 1999. Poecilimon ataturki ingår i släktet Poecilimon och familjen vårtbitare. Inga underarter finns listade i Catalogue of Life.